# 坂口平兵衛 (初代)
初代坂口 平兵衛（さかぐち へいべえ、嘉永7年6月9日（1854年7月3日）- 昭和8年（1933年）7月31日）は、日本の実業家、政治家。貴族院議員、町会議員、郡会議長を務めた。鳥取県平民。鳥取県多額納税者。
坂口合名会社・代表社員会長2代目坂口平兵衛の実父。

## 経歴

### 生い立ち
米子・尾高町に生まれた。坂口家は藩政時代“沢屋”と称し、綿、木綿仲買業を営んでいた。米子の商家ではまず中堅クラスであった。
青少年時代についてはくわしいことはわからない。同家所蔵の『歴代伝記』によると、幼にして学に志ざし、今井芳斎、高嶋倫閑、樋野含斎などの門に入り漢学を修め、長ずるに及んで家業のため大いに妨げられたが、余暇常に書をひもとき竹馬の友と遊びごとはほとんどなかったと述べている。これは数え年13のとき、父・平吉郎がある政治的事情で身に危険がせまり、藩の計らいで一時閉門の形で難をさけ、その間家業はすべて平兵衛の名義で行うという事件があって、子供心に早くも一家を負うて立つ覚悟を仕込まれたためではないかと思われる。
明治14年（1881年）に父は亡くなったが、すでに彼は一本立ちの商人に成長していた。

### 事業家として
明治19年（1886年）、米子に県立製糸伝習所が設けられると、明治20年（1887年）に家業の木綿業を廃止して、製糸場を興す。明治24年（1891年）、蒸気機関を備えた米子製糸合名会社を設立。
明治42年（1909年）、渋沢栄一を団長とする渡米実業団の一員として製糸業界を代表して参加した。
明治24年（1891年）に米子汽船、明治27年（1894年）に米子銀行、その後も米子倉庫、米子製鋼所、山陰電気などを次々に興し、｢商都米子｣の基盤を築いた。
明治39年（1906年）の私立米子女学校（米子西高校の前身）設立には多額の寄付をした。また、昭和3年（1928年）設立された米子商蚕学校（米子南高校の前身）に15万円を寄付した。

### 晩年
晩年には弟豊蔵を養嗣子にして事業の一端を任せ、また支配人に遠藤光徳、安部三代治らの適材を得て、多少は仕事の鬼であることを止め、茶や書画骨董にも親しんだが、事業全体の統轄だけは最後まで手から放さなかった。
昭和8年（1933年）、80歳で天寿を全うし、正六位をおくられた。

## 人物像

### 大地主になる
平兵衛は企業精神が旺盛だっただけでなく、蓄財の才に長じていた。株式投資をかなり大規模にやり、不動産投資のやり方は一層有名であった。明治10年代（1877年 - 1886年）に不景気で、耕地の時価が地価の半値以下に下がったとき、将来の値上がりを見込んで買い入れたのが最初だという。
次には弓浜の内外の海面埋立に着手し、今も“坂口新田”という地名が残っている。こうして県下最大、米子から境港まで自分の土地をつたって行けたというほどの大地主が出来上った。

### 人柄・性格
坂口の性格は、勃興期の産業資本家によくあるような、勤倹力行型のまじめ人間だった。「ほんとの商売人はうそをつかぬものだ」「酒好きはよいが酒呑みになってはいけない」とはよく部下に語った処世訓であった。

### 評価

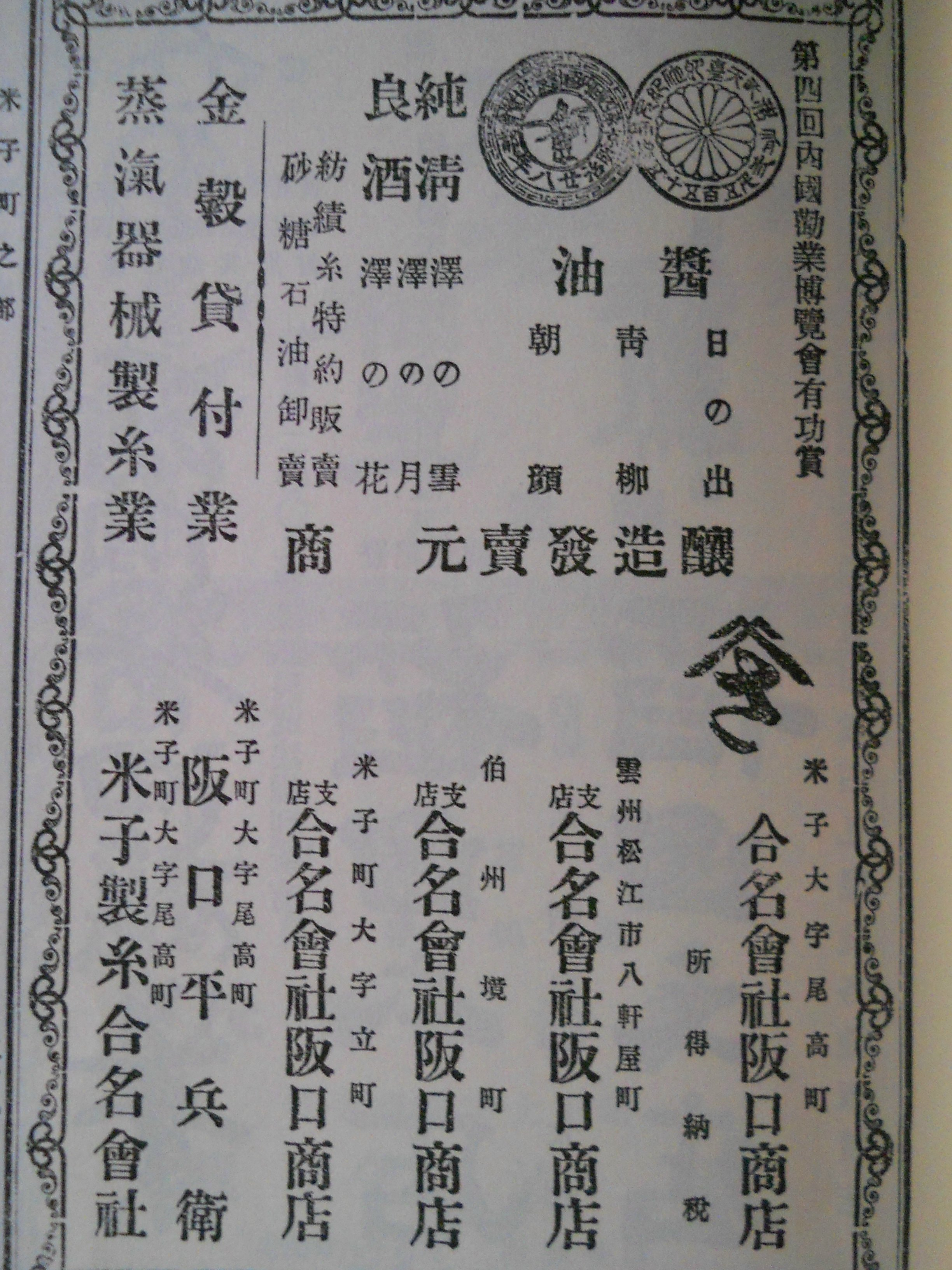
坂口商店（『帝國實業名鑑』より）

平兵衛について、米子市長を務めた野坂寛治の著書『米子界隈』205-207頁によると、
｢米子の事業といえば、坂口家の事業と直結する程に先代平兵衛翁は事業家であった。銀行・電気・漁業・製氷…一つとしてその主動力でないものはない。特に家業の製糸業は日本で有数であり、醤油醸造も地方王者の一人である。従って先代平兵衛翁の事業熱と精進のキビシさ、われら若輩は後塵を拝するだになかなか遠い。風容は、現平兵衛氏を二三まわり大きくすると、そのまゝ故翁の像が出来上る堂々さであった。
貴族院議員として伝わることを聞かぬが、織田永太郎翁が秘書として上京し、万事を取り運ばれた。明治の末、渋沢栄一男を団長として渡米実業団が組織された時、団員の一人として渡米。その時大阪商工会議所副会頭法橋善作氏が推薦これ努めたと宣伝したが、何ぞ知らん関西製糸代表として当然選ばるべき翁であったのだ。友人小原養君が商業興信所に勤めていて、関西における生糸業者の権威はと聞いたら｢君方若い人はその町も大方知るまいが、伯耆の国米子という小さい町に、坂口平兵衛いう人がそれだ｣と答えたと、燈台下暗しだぞと便りしたによって、明歴々たるものである。…（中略）商機をつかみ果断決行。トテモドエライ事を父祖から聞かされていたから、笑顔でわれら子供にわかるように話して頂いても、万事近よれなかった。今日でも、石橋和訓氏描く肖像の前では、冗談も云えない。｣という。

### その他
昭和15年（1940年）の『日本海新聞』に「古老に聴く弓浜半島」と題して、明治初年頃の綿作について以下の話を載せている。
「当時弓浜は見渡す限りの綿畑で、秋の収穫期には島根県からことに石州から常男や傭女が働きに来ていた。一日の給金は綿百匁（明治三十年頃では八銭か十二銭）で大体半期奉公で十六円から十八円貰って帰ったものである。綿の販路は大部分が米子から津山を経て出ていった。北国船がニシンカス、魚肥を持って来て、冬の間境港に碇泊して綿を買集め航路がつくと北国へ向ったものだ。
一代で米子の大富豪となった初代の坂口平兵衛さんも若い時は籠を背に負い“綿はないかいなー”と一軒一軒朝早くから弓浜の農家を草鞋ばきで歩いたものだ。」
明治23年（1890年）ごろに米子地方を中心に起きた「会見県設置運動」を主導した人物の一人でもある。

## 家族・親族

### 坂口家

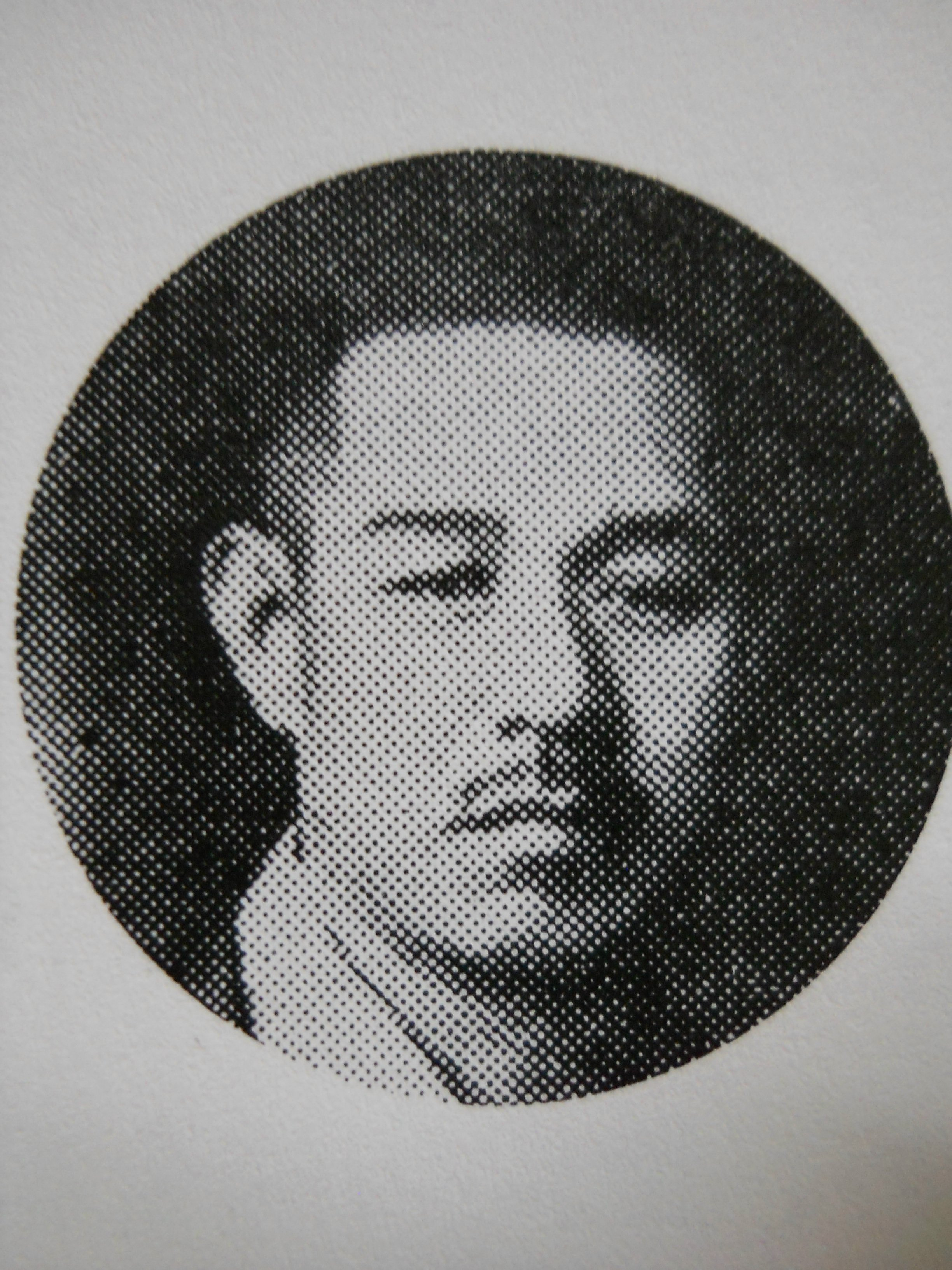
坂口豊蔵
（弟・養嗣子）

（鳥取県米子市尾高町）
- 祖父・佐吉（商人）
佐吉は、嘉永5年の米子惣町孝行者の人別書上において該当者7人の筆頭にその篤行が記されている[5]。
- 父・平吉郎（商人、鳥取県平民[9]）
- 母・よし（鳥取県平民、問善右衛門三女[3]）
天保2年7月生[3]

- 弟
  - 豊蔵（鳥取県平民[10]、実業家） - 平兵衛は晩年に豊蔵を養子にした[7]。

明治5年（1872年）1月生 -　昭和5年（1930年）6月没
  - 同妻・とみ（島根県平民、石橋孫八長女[3]）

  - 惣五郎（鳥取県平民[11]、実業家、政治家）

明治3年（1870年）11月生[10] -　没
- 妻・もと（鳥取県平民、井上熊太郎長女[3]）
安政2年3月生[3]
- 男・清太郎（後の2代平兵衛、実業家、政治家）
明治39年（1906年）2月生 -　昭和61年（1986年）2月没
- 女・寿（生母鳥取県人都田たみ[10]、実業家坂口二郎（ユニチカ初代社長）の妻）
- 女・由子（生母都田たみ[12]）
- 男・純三[12]
- 養子
  - 豊蔵
  - 二郎（旧姓揖野、娘寿の夫、実業家）
  - 武市（井上豊次郎の二男[9]、鳥取県平民[11]、実業家、政治家）
- 孫
  - 晋一郎[9]（養子豊蔵長男[9]）
明治26年（1893年）11月生[9] - 没
  - 平吉郎（後の3代平兵衛、実業家）
昭和5年（1930年）2月生 - 平成24年（2012年）6月没

## 史料

### 荒尾家木綿御役銭御勘定帳
幕末の元治元年（1864年）の米子地方木綿問屋37人の中には沢屋平兵衛、沢屋仁右衛門、沢屋清太郎の3人が名を連ねている。
元治元年
木綿御役銭御勘定帳
子正月ヨリ十二月迄　箕嶋実之助
惣合拾貫五百五拾六匁二分八厘
内
壱貫九百七拾六匁七分五厘
諸入用〆高御小払帳有
壱貫六百四匁　御役御心付口々〆高差紙有
六百六拾三匁四分壱厘　魚屋喜右衛門百八拾九人五分四厘五役
〆四貫弐百四拾四匁壱分六厘
差引六貫三百拾弐匁壱分弐厘　全上納之分
木屋彦助、木屋宗助、野浪屋常右衛門、岡本屋安右衛門、沢屋平兵衛、沢屋仁右衛門、沢屋清太郎、荒木屋治兵衛、砂屋源六、大谷屋伊右衛門、亀井鹿造、梅田屋治兵衛、梅田屋宗助、兵庫屋喜兵衛、勝田屋茂右衛門、糸屋伊兵衛、岩佐屋嘉右衛門、岩見屋助右衛門、蔦屋与兵衛、鳥木屋初五郎、門生屋平右衛門、菓子屋直次郎、佐藤三郎右衛門、山本屋利兵衛、山形屋利兵衛、長砂屋為次郎、浜田屋清兵衛、油谷定右衛門、泉屋嘉右衛門、保見屋与右衛門、岩倉町代吉、淀江芳右衛門、蚊屋村市右衛門、榎大谷村庄右衛門、奥谷村瀬助、上部村芳右衛門、二本木村吉太郎
右三十七名木綿問屋ナリ

### 因伯立志人物（大正四年、鳥取佛教靑年會編纂）
- 事業 坂口平兵衛
坂口平兵衛は安政元年を以て西伯郡米子町に生れました。幼い時に今井方斎の門に入って漢籍を修めましたが、年僅かに十三歳の時から家政に与（あずか）り、父を扶（たす）けて商業を励みました。明治十四年に至つて父が死去（なく）なつたので家督を継ぎ、父の名を襲うて平兵衛と改めたのであります。
平兵衛は一意専心に家運を隆（さかん）にしようと志し僅か十余年にして資産を増殖し明治二十三年には既に県下多額納税者互選資格を備える様になりました。又明治二十一年米子漁商株式会社長に、同二十四年米子汽船会社長に、米子製糸合名会社長に、県勧業諮問会員に、米子商工会頭に、同二十六年米子米穀取引所理事に、同二十七年米子銀行頭取に、同二十八年山陰生命保険会社監査役に、同三十年郡会議長に、貴族院議員に、地方的団体として勢力ある丁酉会長に、同三十四年米子倉庫会社監査役に推されたことによつて見ても如何にその信用と名望とを高めて居るかを知ることが出来ませう。
平兵衛は温順で忍耐力強く、そして、実業界に活動して居ることは県下稀に見る所であります。現今製糸業、製鉄業、酒醤油製造業等を営んで居ます。
前年政府より米国実業調査員に選ばれて、渋沢男爵以下四十余名と共に米国の各地を巡覧したことがあります。大正三年、六拾一才にて還暦祝に際し県下教育界に金一万円を提供して中等教育を終れるも学費なく高等教育を受けんとする前途有望の青年の学資金に寄付せられたのはまことに見上げたことであります。

### 時事新報社第三回調査全国五拾万円以上資産家
財産見積額 氏名 職業 住所
百万円○阪口平兵衛（製糸業）西伯郡米子町
財産種別 土地五十万円、公債株券其他五十万円
略歴 安政元年六月出生、裸一貫より身を起せる鳥取県唯一の成功者にして現今阪口製糸合資会社々主、米子製紙合名会社、山陰電気株式会社、米子魚商株式会社各社長、株式会社米子銀行、鳳尾竹株式会社各取締役、株式会社中国貯蓄銀行監査役たり

### 西伯郡の大地主
明治35年（1902年）2月の『鳥取県伯耆国一円地価所得税詳覧』によって、米子町を含む西伯郡の地価1万円以上の大地主をみると以下のとおりである。彼等は当時の経済的実力者で、その多くは質屋を営み、銀行に投資し、商業に従事し、あるいは各種会社の役員を兼ねるなど多面的な経済活動をしていた。
米子・坂口平兵衛（七万二千八百一円）
三好栄太郎（五万六千二百六円）
名島嘉吉郎（四万七千六百七十七円）
益尾吉太郎（四万七千七百五十四円）
所子・門脇篤慶（三万六千八百十八円）
米子・松村吉太郎（三万六千百四十六円）
所子・門脇元右ェ門（三万三千七百一円）
日吉津・石原以波保（二万八千六百八十八円）
大幡・仲田兵一郎（二万七千六百七十八円）
米子・木村吉兵衛（二万四千五百九十六円）
大高・船越弥一郎（二万千三百三円）
渡・庄司廉（一万九千九百四十六円）
福米・本生芳三郎（一万八千二百二十一円）
逢坂・橋井富三郎（一万五千七百八十六円）
天津・植田豊三郎（一万五千七百八十六円）
米子・野坂茂三郎（一万五千七十八円）
御来屋・中川藤吉（一万四千百四十三円）
淀江・吹野三右ェ門（一万二千九百二十円）
米子・益尾徳次郎（一万二千二百三十九円）
富益・永見億次郎（一万千八百二十円）
米子・大谷房太郎（一万千六百二十六円）
境・荒木徳三郎（一万千二百七十八円）
庄内・国谷享（一万千九百円）
米子・杵村善市（一万千四十一円）
近藤ナオ（一万九百九十円）
法勝寺・千代清蔵（一万八百八円）
淀江・泉頭宇三郎（一万七百五十二円）
大幡・矢田貝平重（一万六百十五円）
大山・椎木多四郎（一万九十八円）
賀野・岡田平次郎（一万二千九百二十円）

### 所得額3千円以上の人々
国税営業税納入者名と対照して検討すべき資料として『郡勢一斑』から見積り所得額（所得税から各税率によって換算した額）3千円以上の人々の名を掲げておく。大正4年（1915年）である。
三万四千五百五十九円・尾高町・坂口平兵衛
二万千九百二十八円・博労町・名島嘉吉郎
一万二千五百十四円・道笑町・三好栄次郎
一万二千三百五十三円・県村・高田繁太郎
一万二千二円・法勝寺町・野坂茂三郎
一万百十三円・道笑町・益尾吉太郎
九千九百十九円・大高村・船越弥一郎
八千九百三十九円・富益村・永見億次郎
八千百九十九円・内町・後藤快五郎
七千五百八十二円・春日村・田後与一郎
七千三十二円・角盤町・久山義英
六千九百十七円・福米村・本生芳三郎
五千九百八十四円・東倉吉町・木村吉兵衛
五千四百五十六円・道笑町・益尾徳次郎
五千二百三十八円・糀町・田村源太郎
五千六円・住吉村（旗ヶ崎）・油木茂三郎
四千九百十八円・糀町・近藤なお
四千八百四十一円・四日市町・田口庸三
四千八百十三円・彦名村・高場保蔵
四千六百八十六円・西倉吉町・赤沢康平
四千三百二十六円・道笑町・三好常太郎
四千二百八十九円・西町・渡辺慶太郎
四千二百二十九円・紺屋町・船越作一郎
四千二百円・法勝寺町・高板秀治
三千六百十七円・日野町・杵村善市
三千五百十四円・道笑町・大谷房太郎
三千三百二十五円・糀町・小坂市太郎
三千三百二十五円・成実村・遠武勇蔵
三千二百円・紺屋町・砂田竹太郎
三千百七十六円・内町・中村藤吉
三千七円・車尾村・高田浅蔵